# NSRDC BQM-108

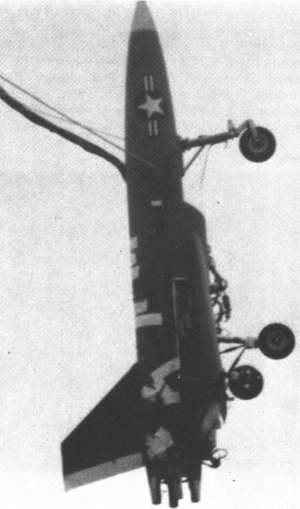

O XBQM-108A foi um drone experimental VTOL desenvolvido pela Marinha dos Estados Unidos durante a década de 1970. Ainda que o XBQM-108A tenha conduzido teste acorrentado com sucesso, o projeto foi cancelado antes que qualquer teste livre fosse conduzido.

## Projeto e desenvolvimento
O projeto do XBQM-108 foi iniciado em 1975 pelo Departamento de Aviação e Efeitos de Superfície da Marinha dos EUA. O projeto tinha intenção demonstrar a praticidade da decolagem e pouso vertical para veículos não pilotados, já que a marinha acreditava que a crescente ameaça do desenvolvimento dos mísseis de cruzeiros requeria que os recursos de aviação fossem dispersados entre os navios da frota, que teriam espaço limitado para operações de aviação em oposição aos porta-aviões.
Baseado no drone alvo MQM-74 Chukar, o XBQM-108A foi modificado e revisado com uma asa em delta e canards como superfícies de controle. Ele também usava um sistema de empuxo vetorado baseado no uso de ventoinhas que defletiam a exaustão do motor. A aeronave manteve o sistema de recuperação por paraquedas e guiamento por rádio do Chukar, com adição um radar altímetro e unidade de guiamento de curso baseado na utilizada no míssil anti-navio AGM-84 Harpoon

## História operacional
O XBQM-108 passou pelo primeiro voo amarrado em 29 de setembro de 1976. O voo foi um sucesso e demonstrou que drones com planos de voos verticais eram práticos. No entanto, o projeto foi cancelado antes que mai testes fossem conduzidos; o XBQM-108A não conduziu voos livres ou transições para voo horizontal.